# Alonso Pérez Díaz
Alonso Pérez Díaz (Villa de Mazo, La Palma, Canarias, 11 de junio de 1876 - Gran Canaria, 1941) fue un político republicano, profesor y abogado español.

## Biografía
Nació en la Villa de Mazo el 11 de junio de 1876, siendo sus padres Luisa Díaz y Alonso Pérez Sánchez. Se forma en Filosofía y Letras y Derecho en Madrid, terminando sus estudios universitarios en 1904. Ese año funda en Madrid la Unión Escolar, que pretendía la unión de los estudiantes universitarios de todo el país. Se inicia en la política de la mano de su hermano Pedro Pérez Díaz y Nicolás Salmerón, contactando con republicanos y regeneracionistas. A su regreso a La Palma ejerce, además, como profesor y abogado. 
Se convierte en líder de los republicanos palmeros (Partido Republicano Palmero, ligado al Partido Republicano Radical de Alejandro Lerroux), teniendo que enfrentarse al entramado caciquil. Curiosamente, con la dictadura de Primo de Rivera fue elegido alcalde de Santa Cruz de La Palma en 1923, cargo que ocuparía durante 5 meses.
Tras el advenimiento de la Segunda República Española, es elegido diputado a cortes por el Partido Republicano Radical durante dos legislaturas consecutivas. Sin embargo, en 1934 el Partido Republicano Radical se escinde en un sector fiel a Lerroux y el ala izquierdista liderada por Diego Martínez Barrio, a la cual se uniría Alonso Pérez Díaz junto con otros diputados republicanos canarios. En las elecciones de 1936 se presentó sin embargo con el sector de Orozco (fiel a Lerroux), sin obtener el puesto de diputado. 
Después de la sublevación militar de 1936 y la caída de la isla de La Palma en manos de los franquistas, Alonso Pérez Díaz es encarcelado y enviado a Tenerife. Durante su encarcelamiento enferma y muere en Gran Canaria en extrañas circunstancias en 1941.
En la actualidad, existe un instituto con su nombre en la isla de La Palma.